# مارك جونز (لاعب كرة قدم مواليد 1933)
مارك جونز (بالإنجليزية: Mark Jones)‏ هو لاعب كرة قدم بريطاني في مركز قلب الدفاع، ولد في 15 يونيو 1933 في بارنسلي في المملكة المتحدة، وتوفي في 6 فبراير 1958 في ميونخ في ألمانيا بسبب حادث مرور. لعب مع مانشستر يونايتد.